# Christina Bertrup
Christina Bertrup (* 23. Dezember 1976 in Skön, Sundsvall) ist eine schwedische Curlerin.
Bertrup spielte 2000 als Ersatzspielerin bei der Europameisterschaft. Dabei gewann sie die Goldmedaille. Ebenfalls als Ersatzspielerin spielte Bertup bei der Weltmeisterschaft 2000. Die Mannschaft belegte den fünften Platz. Als Ersatzspielerin nahm Bertrup an den Olympischen Winterspielen 2002 in Salt Lake City teil. Hier belegte die Mannschaft den sechsten Platz. 2014 gewann sie im Team von Margaretha Sigfridsson bei den Olympischen Winterspielen 2014 in Sotschi Silber.